# Combustibil fosil
|  |

Combustibilii fosili sunt hidrocarburi, cărbune, petrol sau gaze naturale, formate din rămășițele fosilizate ale plantelor și animalelor moarte.
 
Teoria organică a formării hidrocarburilor din aceste resturi organice a fost emisă de către Mikhail Lomonosov în 1757. Există și o teorie anorganică a formării țițeiului formulată în 1929 de chimistul român Ludovic Mrazek.
În vorbirea curentă, termenul „combustibil fosil” include și resursele naturale cu conținut de hidrocarburi, dar care nu provin din surse animale sau vegetale. Acestea sunt denumite mai corect combustibili minerali.
Combustibilii fosili au făcut posibilă dezvoltarea impresionantă a industriei din ultimele secole și înlocuirea utilizării pe scară largă a lemnului și turbei pentru încălzire.
„Combustibil fosil” este termenul folosit pentru depozite geologice subterane de materii organice formate din plante și animale putrezite care s-au transformat în țiței, cărbune, sau gaze naturale, sub acțiunea căldurii și a presiunii din scoarța terestră, de-a lungul sutelor de milioane de ani.
Pentru a genera electricitate, energia degajată de arderea combustibililor fosili este adesea folosită pentru a pune în mișcare o turbină. Generatoarele mai vechi foloseau adesea aburul obținut prin arderea combustibililor pentru a pune în mișcare turbina, dar în generatoarele moderne, se folosesc direct gazele de ardere ale combustibililor.
În lumea modernă a secolelor 20 și 21, setea de energie provenită din combustibili fosili, mai ales pentru benzină, provenită din petrol, este una din cauzele majore ale conflictelor globale și regionale. S-a născut astfel o mișcare globală spre generarea de energie regenerabilă, pentru a ajuta la satisfacerea nevoilor crescânde de energie.
Arderea combustibililor fosili de către omenire este cea mai importantă sursă a emisiilor de dioxid de carbon, care este unul din gazele cauzatoare ale efectului de seră, care împiedică dispersarea radiațiilor și contribuie la încălzirea globală. Concentrația de CO2 din atmosferă este în creștere, producând îngrijorare cu privire la gradul de reținere a radiației solare, care va avea ca rezultat creșterea temperaturii medii a suprafeței terestre.
Doar o mică cantitate a combustibililor pe bază de hidrocarburi sunt biocombustibili, adică derivați din dioxidul de carbon din atmosferă, deci care nu contribuie, prin ardere, la creșterea cantității globale de dioxid de carbon.

## Limite și alternative
Emisiile anuale de dioxid de carbon, defalcate pe diferiți combustibili, în perioada 1800-2004. Arată rata crescândă de utilizare a acestora.
Principiul cererii și ofertei sugerează că diminuarea rezervelor de hidrocarburi duce la creșterea prețurilor acestora. Ca rezultat, exploatarea surselor de energie alternativă, considerate ineficiente economic să devină eficiente. Benzina artificială și alte surse de energie regenerabilă necesită tehnologii de producție și procesare mai scumpe decât exploatarea rezervelor convenționale de petrol, dar pot deveni economic viabile în viitorul apropiat. Vezi Energiile viitorului.

## Nivel și consum
Nivelele surselor primare de energie sunt date de rezervele subterane disponibile. Cele mai importante surse de energie primară sunt cele pe bază de carbon. Petrolul, cărbunele, și gazul au stat la baza a 79,6% din energia produsă în cursul anului 2002. (Exprimat în milioane de tone echivalent petrol, reprezintă 34,9 + 23,5 + 21,2.)
Nivelul rezervelor (estimările EIA privind resursele, estimările EIA privind petrolul, cărbunele și gazul)
- Petrol: 1.050.691 - 1.277.702 milioane de barili (167-203 km³) 2003-2005
- Gaze: 171.040 - 192.720 km³ (1.239 miliarde barili echivalent petrol 2003-2005)
- Cărbune: 981.000 milioane de tone (4.786 miliarde barili echivalent petrol) (2004)

Producția zilnică în 2002 (7,9 este raportul de conversie tone echivalent petrol în barili echivalent petrol)
- Petrol: (10.230 * 0,349) * 7,9 / 365 = 77 MBD
- Gaz: (10.230 * 0,212) * 7,9 / 365 = 47 MBOED
- Cărbune: (10.230 * 0,235) * 7,9 / 365 = 52 MBOED.

Numărul de ani pentru care se consideră că mai există posibilități de exploatare (în cele mai optimiste estimări) (Oil & Gas Journal, World Oil)
- Petrol: 1.277.702/77/365= 47 de ani
- Gaz: 1.239.000/47/365= 72 de ani
- Cărbune: 4.786.000/52/365= 252 de ani.

În aceste calcule se consideră că producția poate continua la un nivel constant pentru numărul respectiv de ani și că întreagile rezerve pot fi exploatate. În realitate, consumul tuturor celor trei resurse este în creștere, adică acestea se vor termina mai repede. Totuși, curba consumului se aseamănă cu un clopot, adică la un moment dat, după atingerea unui maxim pentru fiecare caz, consumul va începe să scadă, până când se ajunge ca exploatarea zăcămintelor să nu mai fie economic fezabilă sau chiar imposibilă. Vezi Teoria vârfurilor Hubert, pentru detalii despre această curbă aplicată în cazul resurselor.
Această discuție subliniază echilibrul global al energiei. Este de asemenea importantă înțelegerea raportului dintre rezervă și consumul anual (R/C), în cazul fiecărei țări. De exemplu, politica energetică a Marii Britanii recunoaște că valoarea R/C pentru Europa este 3, foarte joasă față de standardele mondiale și deci expune regiunea unei vulnerabilități energetice. Marea Britania, de exemplu, se bazează încă pe combustibilii fosili ca resursă principală de energie.
Care ar putea fi Combustibilul viitorului, este încă foarte controversat.

## Efecte asupra mediului
În Statele Unite, peste 90% din emisiile de gazele cu efect de seră provin din arderea combustibililor fosili. Vezi încălzire globală. În plus, prin ardere se produc și alți poluanți, ca oxizi de azot, dioxid de sulf, componente organice volatile și metale grele.
Arderea combustibililor fosili generează acizi sulfuric și azotic, care cad pe Pământ ca o ploaie acidă, având un impact atât asupra mediului natural cât și asupra mediului artificial. Sculpturi și monumente construite din marmură sunt în mod deosebit vulnerabile, deoarece acizii reacționează cu carbonatul de calciu.
Combustibilii fosili conțin și materiale radioactive, mai ales uraniu și thoriu, care sunt emanate în atmosferă. În anul 2000 au fost emise în atmosferă circa 12.000 de tone de thoriu și 5000 de tone de uraniu prin arderea cărbunelui.  Se estimează că în cursul anului 1982, cărbunele ars în SUA a eliberat în atmosferă de 155 de ori mai multă radioctivitate decât incidentul Three Mile Island.
Arderea cărbunelor generează și imense cantități de zgură și funingine.
Exploatarea, procesarea și distribuția de combustibili fosili poate crea și alte probleme mediului. Metodele de exploatarea cărbunelui, îndeosebi exploatarea în cariere de suprafață creează multe probleme, în timp ce forajele maritime sunt un pericol pentru organismele acvatice. Rafinăriile de petrol constituie reale amenințări asupra mediului. Transportul cărbunelui necesită locomotive diesel, iar petrolul este transportat de către petroliere, toate acestea arzând combustibili fosili.
Reglementările de mediu încearcă o varietate de abordări, cum ar fi controlul cantităților de poluanți și a tehnologiei folosite, subvenții economice sau programe voluntare pentru a limita aceste emisii.
Conform raportului publicat de Biroul Interguvernamental de Experți în Evoluția Climei din cadrul ONU (IPCC) în data de 02.11.2014, pentru limitarea efectelor încălzirii globale, folosirea combustibililor fosili trebuie diminuată treptat, iar până în 2100 ar trebui eliminați complet.

## Subvenții pentru combustibili fosili
În termeni economici, poluarea provenită din combustibilii fosili este privită ca o externalitate negativă și trebuie taxată. Acest lucru internalizează costul poluării și face arderea acestor combustibili mai scumpă, reducând astfel utilizarea lor și deci și poluarea asociată cu aceștia. Cu toate că țările europene impun taxe pe poluare, aceste taxe se întorc deseori ca subvenții tocmai la industriile direct legate de combustibilii fosili, prin amânări și scutiri de taxe.
Cu toate că taxarea este o variantă de reducere a utilizării acestora, încă nu s-a dovedit cu adevărat eficientă.
- Greenpeace - Subvenții pentru combustibili fosili în Europa
- Subvenții pentru combustibili fosili în SUA Arhivat în 13 septembrie 2006, la Wayback Machine.
- Raportul Congresului asupra subvențiilor pentru combustibili fosili Arhivat în 19 iulie 2008, la Wayback Machine..